# Profsoïouznaïa (métro de Moscou)
Profsoïouznaïa (en russe : Профсою́зная et en anglais : Profsoyuznaya) est une station de la ligne Kaloujsko-Rijskaïa (ligne 6 orange) du métro de Moscou, située sur le territoire du raïon Akademitcheski dans le district administratif sud-ouest de Moscou.

## Situation sur le réseau
Établie en souterrain, à 7 mètres sous le niveau du sol, la station Profsoïouznaïa est située au point 110+36,8 de la ligne Kaloujsko-Rijskaïa (ligne 6 orange), entre les stations Akademitcheskaïa (en direction de Medvedkovo), et Novye Tcheriomouchki (en direction de Novoïassenevskaïa).